# Powiat wołkowyski (Imperium Rosyjskie)
Powiat lub ujezd wołkowyski (ros. Волковысский уезд) – jednostka administracyjna poziomu ujezdu istniejąca w latach 1795–1921 w Imperium Rosyjskim.
Powiat powstał na terenie powiatu wołkowyskiego Rzeczypospolitej Obojga Narodów po III rozbiorze Polski. W 1795 roku powiat wszedł w skład nowo utworzonej guberni słonimskiej. 12 grudnia 1796 roku gubernia ta została połączona z gubernią wileńską w gubernię litewską. Pierwotnie istniejąca gubernia słonimska została odtworzona w 1801 roku jako gubernia grodzieńska. Powierzchnia powiatu wynosiła 3,8 tys. km², a populacja w 1897 roku – 149 678 osób. Szczegółowy opis ujezdu znajduje się w Słowniku geograficznym Królestwa Polskiego.
Od 1915 roku teren powiatu zmieniał przynależność państwową. Został przyłączony do Polski 19 lutego 1921 roku.